# The Gospellers Works 2
『The Gospellers Works 2』（ゴスペラーズ・ワークス 2）は、2022年7月6日にキューンミュージックより発売されたゴスペラーズのメジャーデビュー18枚目にあたる企画アルバム。

## 概要
前作｢アカペラ2｣から1年4ヶ月振り、また同シリーズの｢The Gospellers Works｣からは15年振りのニューアルバムとなった。
ジャケットは｢The Gospellers Works｣同様、会議中のメンバーの様子である。しかし、2022年時点でののコロナウイルス感染症の感染状況に合わせリモート会議を行いつつ、自宅で趣味に勤しんでるメンバーの様子となった。
本作は｢ゴスペラーズが他の歌手に向けてした仕事(ワークス)｣と言うニュアンスでゴスペラーズがこれまでに提供をした、三浦大知、郷ひろみ、テゴマス、ジャニーズWEST、夏川りみへの楽曲を含む全8曲のセルフカバーが収録されている。三浦大知への提供曲"Keep It Goin’ On feat. Penthouse"では、6人組ツイン“リード”ヴォーカル・バンド Penthouseが参加した。

## 収録曲
1. DONUTS （4:32）
  - Music&Lyrics: 村上てつや、安岡優/編曲: 宇佐美秀文
テゴマスへの提供曲である。
2. Keep It Goin' On feet.Penthouse （2:40）
  - 作詞: jam /作曲:黒沢薫、宇佐美秀文/編曲: Penthouse
初出：同名配信限定シングル（2022年6月9日）
Penthouseとのコラボレーション曲。
3. Special Love（5:13）
  - 作詞:黒沢薫/作曲:黒沢薫、竹本健一/編曲: 森善太郎
ジャニーズWESTへの提供曲である。
4. Sounds of Love （4:22）
  - 作詞/作曲: 酒井雄二/編曲: 平田祥一郎
声優である小野大輔への提供曲である。
5. Follow me （3:15）
  - 作詞: 村上てつや/作曲: 村上てつや、とおるす/編曲: 村上てつや、とおるす
6. RAINBOW （2:56）
  - 作詞/作曲: 安岡優/編曲: とおるす
7. 五時までに （5:31）
  - 作詞/作曲: 安岡優、北山陽一、妹尾武/編曲: 井上一平
郷ひろみへの提供曲である。
8. 会いたくて（5:15）
  - 作詞: 安岡優/作曲: 黒沢薫/編曲: 北山陽一
夏川りみへの提供曲である。